# Ryszard Przybysz
Ryszard Stanisław Przybysz (ur. 8 stycznia 1950 w Kole, zm. 23 lutego 2002 w Łodzi) – polski piłkarz ręczny, reprezentant Polski. Brązowy medalista olimpijski z Montrealu (1976), uczestnik Mistrzostw Świata (1978) - 6 miejsce, srebrny medalista Pucharu Świata (1974).
Lewoskrzydłowy - 187 cm, 81 kg. Zawodnik MKS Widzew i MKS Polesie (1962-1969) i Anilany Łódź (1969-1981, 1983). Ponadto w sezonie 1981/1982 grał w Zjednoczonych Emiratach Arabskich, a w sezonie 1983/1984 w austriackim klubie SV Linz. Mistrz Polski (1983), wicemistrz kraju (1977) i 5-krotny brązowy medalista MP (1971, 1972, 1974, 1975, 1978) oraz 2-krotny zdobywca Pucharu Polski (1973, 1977). W latach 1972–1978 rozegrał w reprezentacji Polski 89 meczów, zdobywając 246 bramek.
Odznaka „Mistrz Sportu” (1979), odznaczony Brązowym Medalem za Wybitne Osiągnięcia Sportowe (1976), uhonorowany Diamentową Odznaką ZPRP (1993). Pseudonim sportowy "Zając".
Bibliografia: Władysław Zieleśkiewicz, "95 lat polskiej piłki ręcznej", 2013 r.